# Vastamäki
Vastamäki är en tätort (finska: taajama) i Ylöjärvi stad (kommun) i landskapet Birkaland i Finland. Vid tätortsavgränsningen den 31 december 2021 hade Vastamäki 575 invånare och omfattade en landareal av 3,84 kvadratkilometer.